# 5019 Erfjord
5019 Erfjord eller 1979 MS6 är en asteroid i huvudbältet som upptäcktes den 25 juni 1979 av de båda amerikanska astronomerna Eleanor F. Helin och Schelte J. Bus vid Siding Spring-observatoriet. Den är uppkallad efter Erfjord i Norge.
Asteroiden har en diameter på ungefär 5 kilometer och den tillhör asteroidgruppen Vesta.